# Поліська низовина
Полі́ська низовина́ — низовина на півдні Білорусі та півночі України. Обмежена на півночі горбистими рівнинами центральної частини Білорусі, на півдні Придніпровською та Волинською височинами, на заході Прибузькою рівниною, на сході — Придніпровською низовиною.
Площа близько 270 тисяч км². Переважні висоти 150—200 м, максимальна — 316 м (у межах Словечансько-Овруцького кряжу). Поверхня низовини має загальний похил до річок Прип'яті та Дніпра. Рельєф переважно рівнинний і слабохвилястий, виділяються окремі денудіровані моренні пасма і височини дніпровського віку (Словечансько-Овруцький кряж, Білокоровицький кряж, Озерянський кряж). Характерні поліські дюни. Вододіл річок плоский, заболочений. Ліси займають близько 33 % території, в окремих районах до 60 %. У найхолодніших частинах низовини з майже плоским рельєфом розміщуються Прип'ятські болота (найбільші масиви Піддубичі, Великий Ліс, Вигонощанське болото, Гричин, Загальський масив). Частина боліт меліорована. 
У Білорусі низовина простягається з заходу на схід уздовж річки Прип'ять більш ніж на 500 км, з півночі на південь — на 200 км; переважають абсолютні висоти 130—150 м над рівнем моря.
На території низовини в межах Білорусі виділяється Білоруське Полісся, в Україні — Волинське, Рівненське, Житомирське, Київське Полісся (у деяких джерелах до Поліської низовини відносять також північну частину Лівобережжя України в межах Чернігівської та Сумської областей). Частинами Поліської низовини є також Турійська рівнина, Клесівська рівнина, Костопільська рівнина, Словечансько-Овруцький кряж.
Природоохоронні території: Поліський природний заповідник, Шацький національний природний парк, національний парк «Прип'ятський», ландшафтний заказник «Середня Прип'ять», Поліський державний радіаційно-екологічний заповідник; є також чимало заказників та пам'яток природи.